# Campionatul de Fotbal al României 1914/1915
Šestý ročník Campionatul de Fotbal al României (Rumunského fotbalového mistrovství) se konal od 6. září do prosince 1915. Oficiální název zněl Cupa Jean Luca P. Niculescu 1915.  
Turnaje se zúčastnilo šest klubů v jedné skupině. Každý odehrál deset utkání. Titul získal poprvé ve své klubové historii Româno-Americana FC Bukurešť.